# 캐롤 앤 수시
캐럴 앤 수시(Carol Ann Susi, 1952년 2월 2일 ~ 2014년 11월 11일)는 미국의 배우이다.
브루클린에서 태어났으며 로스앤젤레스에서 사망하였다. 사인은 암종이다.

## 출연 작품

### 영화
- 포춘 (1987)
- 나의 성공의 비밀 (1987)
- 집시 반란 (1990, Masters of Menace)
- 나의 푸른 하늘 (1990)
- 죽어야 사는 여자 (1992)
- 누드 살인 (1993, Under Investigation)
- 웨딩 벨 블루스 (1996, Wedding Bell Blues)
- 마피아 (1998)
- 디 아마티 걸스 (2000, The Amati Girls)
- 커피 데이트 (2006, Coffee Date)
- 레드 벨벳 (2008)
- 마이 프리텐드 와이프 (2011) - 매커비 부인 역

### 텔레비전
- 사인펠드 (1992)
- 못말리는 번디 가족 (1995-96)
- Out of Practice (2005)
- 요절복통 70 쇼 (2006)
- 빅뱅 이론 (2007-14, 2017)